# Cuarto oscuro (elecciones)

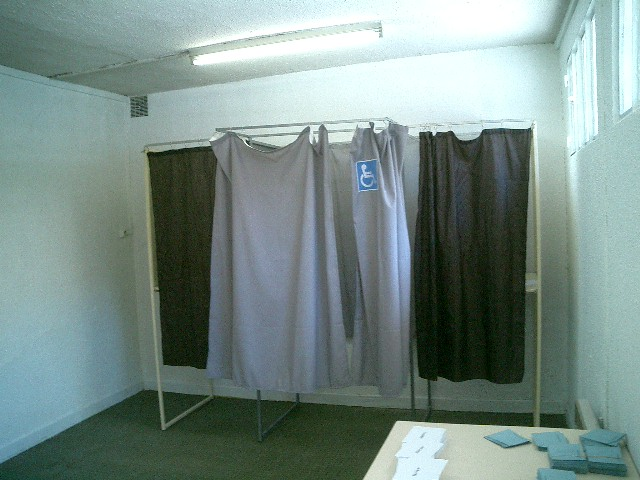
Cuarto oscuro en las elecciones presidenciales francesas de 2007 Vaulnaveys-le-Haut.

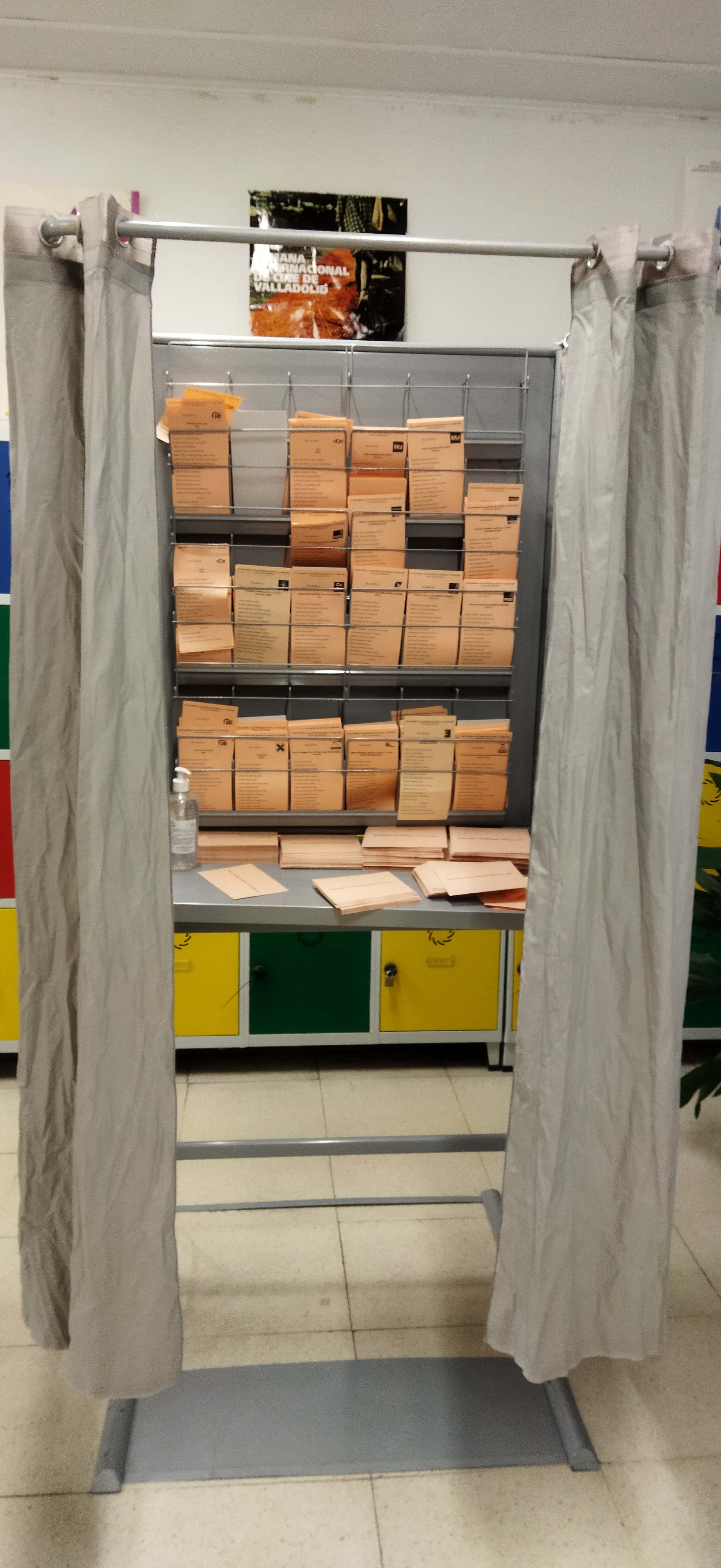
Cabina de votación en España

El cuarto oscuro o secreto (Argentina, Paraguay, Uruguay), o cabina de votación (España), es un recinto privado destinado a garantizar el secreto del voto. Mientras que en Argentina el término técnico para referirse al mismo es "cuarto oscuro", en Uruguay el término legal y de uso común es "cuarto secreto".
El cuarto oscuro o secreto es un sitio privado donde el votante no puede ser observado por nadie. No necesariamente es una habitación, aunque en muchos casos lo es; en este caso las ventanas suelen estar cubiertas. Para armar un cuarto oscuro o secreto pueden utilizarse diarios, cartulinas o cualquier otro método que garantice la privacidad en el momento del voto.
En la legislación argentina el cuarto oscuro se encuentra regulado en el Código Electoral (Funcionamiento del cuarto oscuro; artículos 97-98).
En Chile se estableció el llamado "pupitre aislado", en la reforma electoral de agosto de 1890. Junto al sobre oficial, donde debía ponerse la papeleta de votación, fue uno de los medios más eficaces para asegurar el secreto del sufragio. A partir de entonces, las elecciones reflejaron crecientemente la evolución política del electorado. Actualmente en Chile se llama a este mecanismo electoral, "cámara secreta".